# Вьё-Конде
Вьё-Конде́ (фр. Vieux-Condé) — коммуна во Франции, регион О-де-Франс, департамент Нор, округ Валансьен, кантон Марли. Расположена в 13 км к северу от Валансьена и в 4 км от границы с Бельгией, в 8 км от автомагистрали А2, на берегу реки Эско (Шельда).
Население (2017) — 10 469 человек.

## Экономика
Структура занятости населения:
- сельское хозяйство — 0,5 %
- промышленность — 13,6 %
- строительство — 7,1 %
- торговля, транспорт и сфера услуг — 36,3 %
- государственные и муниципальные службы — 42,4 %

Уровень безработицы (2017) — 21,7 % (Франция в целом — 13,4 %, департамент Нор — 17,6 %). 

Среднегодовой доход на 1 человека, евро (2017) — 16 770 (Франция в целом — 21 110, департамент Нор — 19 490).

## Демография
Динамика численности населения, чел.

## Администрация
Пост мэра Вьё-Конде с 2014 года занимает Ги Бюстен (Guy Bustin). На муниципальных выборах 2020 года возглавляемый им левый список победил в 1-м туре, получив 51,49 % голосов.
| Период | Период | Фамилия           | Партия                  | Примечания                                                                       |
| ------ | ------ | ----------------- | ----------------------- | -------------------------------------------------------------------------------- |
| 1959   | 1992   | Жорж Бюстен       | Коммунистическая партия | металлург, член Генерального совета департамента, депутат Национального собрания |
| 1992   | 2003   | Пьер Лемуэн       | Коммунистическая партия | член Генерального совета департамента                                            |
| 2003   | 2014   | Серж Ван дер Эвен | Коммунистическая партия | профессор физики, член Генерального совета департамента                          |
| 2014   |        | Ги Бюстен         | Разные левые            | страховщик                                                                       |

## Города-побратимы
- Блайхероде, Германия
- Нидерцир, Германия
- Джиццерия, Италия